# Agetas
Agetas (en griego antiguo: Ἀγήτας) de Calípolis fue el general (o strategos) de los etolios en 217 a. C. Durante ese año realizó una incursión en Acarnania y Epiro, y devastó ambos reinos. Por su labor se le erigió una estatua en su honor en la ciudad de Lamia. Agetas también combatió en la primera guerra macedónica, y sirvió como strategos otra vez, sucedidiendo a Dorimaco alrededor del comienzo del siglo II a. C. En el 200 a. C. él fue el general griego que se reunió con la embajada romana formada por los senadores Cayo Claudio Nerón, Publio Sempronio Tuditano y Marco Emilio Lépido.